# Kristán Attila
Kristán Attila (Beregszász, 1978. április 10.) Jászai Mari-díjas magyar színész, érdemes művész.

## Élete és pályafutása
1978-ban született a kárpátaljai Beregszászon. 1999-ban végzett a Nemzeti Színház Színiakadémiáján. Szakmai életében fontos szerepet játszik Vidnyánszky Attila, aki már 1995-ben foglalkoztatta a Beregszászi Illyés Gyula Magyar Nemzeti Színházban, ahol egészen 2006-ig volt társulati tag. Ezután követte Vidnyánszkyt Debrecenbe, ahol a Csokonai Színház tagja lett. 2013-tól a budapesti Nemzeti Színház tagja és egyik legfoglalkoztatottabb színésze. Művészi pályáját 2011-ben Jászai Mari-díjjal ismerték el.

## Filmjei
- Csokonai Vitéz Mihály: Dorottya (2001)
- Liszt Ferenc: Krisztus (2008)
- Mesés férfiak szárnyakkal (2011)
- Idegen föld (2013)
- A Sátán fattya (2017)

## Díjai
- Jászai Mari-díj (2011)
- Sinkovits Imre-díj (2015)
- Érdemes művész (2023)
- Arany ugrókötél-díj (2023)[3]